# 대한국토·도시계획학회
사단법인 대한국토·도시계획학회(Korea Planning Association, KPA)는 지속가능한 국토의 계획 및 관리에 이바지할 국토·지역·도시계획의 연구 및 교육 그리고 기술 발전을 도모하는 목적으로 1959년 7월 25일에 설립된 학술단체이다. 사무실은 서울특별시 강남구 테헤란로7길 22 한국과학기술회관 1관 708호에 있다. 관련 분야의 연구발표회 및 강연회 개최, 학회지와 연구보고서 및 관련 도서 발행, 국내외 단체와의 교류 등을 활동하고 있다. 1966년에 창간된 학술지 《國土計劃》(국토계획)을 발간하고 있다.

## 주요 사업
- 국토 및 도시계획 관련 연구, 자문 및 평가
- 학회지, 뉴스레터, 세미나 발표집, 연구보고서 및 계획분야 교재 및 도서 발간
- 계획관련 연구발표회, 워크숍, 간담회 개최
- 춘‧추계 정기학술대회, 각종 세미나, 토론회 개최
- 계획분야 국제 이슈 연구를 위한 해외교류 및 시찰
- 대학 및 대학원 전공생을 대상으로 하는 교육사업(계절학교)
- 계획분야 공로자 표창, 도시계획 명예의 전당 헌액인 선정

## 역대 회장
- 주원 (1959.7~1967.5)
- 오석환 (1967.5~1969.5)
- 주원 (1969.5~1974.4)
- 노융희 (1974.4~1978.2)
- 박병주 (1978.2~1980.2)
- 윤정섭 (1980.2~1982.2)
- 강병기 (1982.2~1984.2)
- 권태준 (1984.2~1986.2)
- 김안제 (1986.2~1988.2)
- 주종원 (1988.2~1990.2)
- 김원 (1990.2~1992.2)
- 조정제 (1992.2~1994.2)
- 유완 (1994.2~1996.2)
- 여홍구 (1996.2~1998.2)
- 김영모 (1998.2~2000.2)
- 최병선 (2000.2~2002.2)
- 원제무 (2002.2~2004.2)
- 강양석 (2004.2~2006.2)
- 김창석 (2006.2~2008.2)
- 황희연 (2008.2~2010.2)
- 허재완 (2010.2~2012.2)
- 이우종 (2012.2~2014.2)
- 최막중 (2014.2~2016.2)
- 김홍배 (2016.2~2018.2)
- 정창무 (2018.2~2020.2)
- 김현수 (2020.2~2022.2)
- 김찬호 (2022.3~2024.2)
- 최봉문 (2024.2~)

## 임원진
- 회장
- 부회장
  - 학술부회장
  - 행·재정부회장
  - 지역부회장
  - 기술부회장
  - 산학부회장
  - 통일부회장
  - 기획부회장
  - 대외부회장
  - 정책부회장
- 고문
- 상임이사
  - 총 40명으로 구성돼 있다.
- 이사
  - 총 146명으로 구성돼 있다.
- 감사

## 논문
- 《國土計劃》(국토계획) - 1966년에 창간하여 매년 발행하고 있다.[1]
- 《International Journal of Urban Sciences》 - 영문논문